# 来拝山
来拝山（らいはいざん）は、富山県中新川郡立山町にある山。標高は900m。
富山県登山連盟の富山の百山の一つ。

## 概要
女人禁制の時代に、女性信者はこの山頂から立山を遥拝した。山頂では立山連峰や弥陀ヶ原、称名滝などが見える。登山道途中に、凝灰角礫岩という火山灰と溶岩が混じったおおきなゴツゴツした山が点在する
。

## 山名の由来
山頂に「来」て立山を「拝」んだことからとされている。

## 生態
頂上北尾根にナツツバキの群落がある。

## 登山
国立立山青少年自然の家の近くに多くのルートの登山道がある。